# Zadní Zhořec
Zadní Zhořec település Csehországban, a Žďár nad Sázavou-i járásban. Zadní Zhořec Radostín nad Oslavou, Blízkov, Černá, Netín és Pavlov településekkel határos. Lakosainak száma 165 fő (2024. január 1.).

## Népesség
A település lakosságának változását az alábbi diagram mutatja:
| Lakosok száma | 207  | 215  | 209  | 156  | 146  | 135  | 148  | 142  | 134  | 165  |
|               | 1869 | 1900 | 1921 | 1961 | 1980 | 2011 | 2016 | 2019 | 2021 | 2024 |